# GO!GO!サタデー (TBSラジオ)
GO!GO!サタデー（ゴーゴーサタデー）は、1988年10月から1990年9月まで、TBSラジオが使用した土曜日夜の時間帯の若年層リスナー向け番組枠である。

## 概要
1988年9月の時点で約10番組が放送されていたTBSラジオの21時台から29時（翌日曜日朝5時）のヤングタイムを1988年10月から『GO!GO!サタデー』というタイトルの枠でくくることになった（1988年10月の時点では20:30からGO!GO!サタデー枠）。開始当初は“8時間ワイド”扱いとなって21時からイクラちゃんと及出泰が生出演、21時台から23時台までは番組の間に10分あるいは5分の、最新情報などを扱う情報コーナー『トンガリ情報局』コーナーを挟み、その後午前2時からの『青春トンガリ塾』の生放送へと入っていた。この二人は当時日比谷シャンテにあったスタジオから生出演、スタジオ外の中継も行っていた。そのため、この『トンガリ情報局』を挟んでいた各番組の放送開始時刻はいずれも00分、30分といった定時ではなかった。
1989年4月からは『トンガリ情報局』の放送時間帯が21時台・22時台に短縮。1989年10月改編を以ってイクラ、及出ともにこの時間から降板、『GO!GO!サタデー』という枠タイトルが残るのみとなった。1989年10月からは各番組とも放送開始が00分または30分が主体となった。
1990年10月改編を以って、月曜日から金曜日の夜のヤング向け番組枠のタイトルが「TBS RADIO 2」（TBSレディオクラブ）となったのに伴い、それまで『GO!GO!サタデー』だった枠は「ウィークエンド RADIO 2（ウィークエンドレディオクラブ）」という枠タイトルに改められた。

## タイムテーブル

### 1988年10月
- 20:30 - ハートのプラネタリウム（酒井ゆきえ）
- 21:00 - トンガリ情報局パート1
- 21:10 - NTT赤坂ライブ（関口誠人、林美雄）
- 21:40 - トンガリ情報局パート2
- 21:50 - 土曜の夜につかまえて!（ミスアクション）
- 22:20 - サウンズ・ウィズ・コーク 富田靖子のおちゃめクラブ
- 22:50 - トンガリ情報局パート3
- 22:55 - 飛光船Ray キャッチ・ア・ウェーブ（柳葉敏郎、萩原健太）
- 23:25 - 永井真理子のときめきハートビートクラブ
- 23:55 - トンガリ情報局パート4
- 0:00 - のりピー夢飛行（酒井法子）
- 0:30 - 浅香唯のちょっと悪い子
- 1:00 - 明石家さんまのおしゃべりツバメ返し
- 2:00 - 青春トンガリ塾（イクラちゃん、及出泰）
- 3:00 - ミュージックシーンNOW
  - 森川美穂と谷村有美のはじけるナイト"ボーン!"
  - ナオのレプリカワールド

### 1989年4月
- 21:00 - トンガリ情報局パート1
- 21:10 - 浅香唯のちょっと悪い子
- 21:40 - トンガリ情報局パート2
- 21:50 - 土曜の夜につかまえて!（ミスアクション）
- 22:20 - トンガリ情報局パート3
- 22:30 - サウンズ・ウィズ・コーク TM NETWORKのCome on FANKS!
- 23:00 - ポップ・オン・ポップ（松岡英明）
- 0:00 - コサキン増刊号（小堺一機、関根勤）
- 1:00 - 明石家さんまのおしゃべりツバメ返し
- 2:00 - 青春トンガリ塾（イクラちゃん、及出泰）
- 3:00 - スーパーポップ（松下里美、レプリカ、カステラ、鳴瀬喜博&難波弘之）

### 1989年10月
- 21:00 - 森川美穂のあぶないウイークエンド
- 21:55 - TBSニュース
- 22:00 - 浅香唯のちょっと悪い子
- 22:30 - サウンズ・ウィズ・コーク TM NETWORKのCome on FANKS!
- 23:00 - ポップ・オン・ポップ（松岡英明）
- 0:00 - コサキン増刊号（小堺一機、関根勤）
- 1:00 - 明石家さんまのおしゃべりツバメ返し
- 2:00 - 土曜の夜につかまえて!（ミスアクション）
- 3:00 - スーパーポップ（松下里美、カステラ、THE BOOM、マッドギャング）

### 1990年4月
- 21:30 - 森川美穂のあぶないウイークエンド
- 22:25 - TBSニュース
- 22:30 - サウンズ・ウィズ・コーク TM NETWORKのCome on FANKS!
- 23:00 - ポップ・オン・ポップ（松岡英明）
- 0:00 - コサキン増刊号（小堺一機、関根勤）
- 1:00 - 明石家さんまのおしゃべりツバメ返し
- 3:00 - スーパーポップ（浅草キッド、SHINE'S（杉村太郎・伊藤洋介）、THE BOOM、ルー大柴&ラッキィ池田）